# Hành vi

Mô hình giáo lý về mối quan hệ giữa ba khái niệm cơ bản bao gồm hành vi (behavior), cảm giác (feelings) và suy nghĩ (thought)

Hành vi (Tiếng Anh: behavior) là hành động và cách cư xử được các cá nhân, sinh vật, hệ thống hoặc thực thể nhân tạo thực hiện kết hợp với chính họ hoặc môi trường của họ, bao gồm các hệ thống hoặc sinh vật khác xung quanh cũng như môi trường vật lý. Đó là phản ứng được tính toán của hệ thống hoặc sinh vật đối với các kích thích hoặc đầu vào khác nhau, cho dù bên trong hay bên ngoài, ý thức hay tiềm thức, công khai hoặc bí mật, và tự nguyện hoặc không tự nguyện.
Theo quan điểm tin học hành vi, một hành vi bao gồm tác nhân hành vi, hoạt động, tương tác và các thuộc tính của chúng. Một hành vi có thể được biểu diễn dưới dạng vectơ hành vi.

## Mô hình

### Sinh học
Mặc dù có một số bất đồng về cách xác định chính xác hành vi trong bối cảnh sinh học, một cách giải thích phổ biến dựa trên phân tích tổng hợp của tài liệu khoa học nói rằng "hành vi là phản ứng phối hợp bên trong (hành động hoặc không tương tác) của toàn bộ sinh vật sống (cá nhân hoặc nhóm) đến các kích thích bên trong và/hoặc bên ngoài".
Một định nghĩa rộng hơn về hành vi, áp dụng cho thực vật và các sinh vật khác, tương tự như khái niệm về tính dẻo kiểu hình. Nó mô tả hành vi như một phản ứng với sự kiện hoặc thay đổi môi trường trong suốt vòng đời của một cá nhân, khác với những thay đổi sinh lý hoặc sinh hóa khác xảy ra nhanh hơn và loại trừ những thay đổi là kết quả của sự phát triển (phát triển cá thể).
Hành vi có thể là bẩm sinh hay học được từ môi trường.
Hành vi có thể được coi là bất kỳ hành động của một sinh vật khi thay đổi mối quan hệ của nó với môi trường. Hành vi cung cấp đầu ra từ sinh vật tới môi trường.

### Hành vi của con người
Hành vi của con người được cho là chịu ảnh hưởng của hệ thống nội tiết và hệ thần kinh. Người ta thường tin rằng sự phức tạp trong hành vi của một sinh vật có liên quan đến sự phức tạp của hệ thống thần kinh của nó. Thông thường, các sinh vật có hệ thần kinh phức tạp hơn có khả năng học hỏi các phản ứng mới và do đó điều chỉnh hành vi của chúng.

### Hành vi của động vật
Động vật hành vi học (ethology) là nghiên cứu khoa học và khách quan về hành vi của động vật, thường tập trung vào hành vi trong điều kiện tự nhiên và xem hành vi là một đặc điểm thích nghi tiến hóa. hành vi là một thuật ngữ cũng mô tả nghiên cứu khoa học và khách quan về hành vi của động vật, thường đề cập đến các phản ứng đo lường đối với các kích thích hoặc phản ứng hành vi được đào tạo trong bối cảnh phòng thí nghiệm, không chú trọng đặc biệt đến khả năng thích nghi tiến hóa.

## Hành vi tiêu dùng

### Hành vi của người tiêu dùng
Hành vi của người tiêu dùng đề cập đến các quá trình người tiêu dùng trải qua và các phản ứng mà họ có đối với các sản phẩm hoặc dịch vụ  (Dowhan, 2013). Đó là liên quan đến tiêu dùng, và các quá trình người tiêu dùng trải qua mua và tiêu thụ hàng hóa và dịch vụ  (Szwacka-Mokrzycka, 2015). Người tiêu dùng nhận ra nhu cầu hoặc mong muốn, và trải qua một quá trình để thỏa mãn những nhu cầu này. Hành vi của người tiêu dùng là quá trình họ trải qua với tư cách là khách hàng, bao gồm các loại sản phẩm đã mua, số tiền chi tiêu, tần suất mua hàng và điều gì ảnh hưởng đến họ để đưa ra quyết định mua hàng hay không. Có rất nhiều điều ảnh hưởng đến hành vi của người tiêu dùng, với sự đóng góp từ cả yếu tố bên trong và bên ngoài  (Szwacka-Mokrzycka, 2015). Các yếu tố bên trong bao gồm thái độ, nhu cầu, động cơ, sở thích và quá trình nhận thức, trong khi các yếu tố bên ngoài bao gồm các hoạt động tiếp thị, các yếu tố kinh tế và xã hội và các khía cạnh văn hóa  (Szwacka-Mokrzycka, 2015). Bác sĩ Lars Perner của Đại học Nam California tuyên bố rằng cũng có những yếu tố vật lý ảnh hưởng đến hành vi của người tiêu dùng, ví dụ nếu người tiêu dùng đói, thì cảm giác đói thực thể này sẽ ảnh hưởng đến họ để họ đi mua bánh sandwich để thỏa mãn cơn đói. (Perner, 2008).

### Việc ra quyết định của người tiêu dùng
Có một mô hình được mô tả bởi Lars Perner minh họa quá trình ra quyết định liên quan đến hành vi của người tiêu dùng. Nó bắt đầu bằng việc nhận ra một vấn đề, người tiêu dùng nhận ra một nhu cầu hoặc mong muốn chưa được thỏa mãn. Điều này dẫn đến việc người tiêu dùng tìm kiếm thông tin, nếu đó là một sản phẩm có sự tham gia thấp thì việc tìm kiếm sẽ là nội bộ, xác định các lựa chọn thay thế hoàn toàn từ bộ nhớ. Nếu sản phẩm có sự tham gia cao thì việc tìm kiếm sẽ kỹ lưỡng hơn, chẳng hạn như đọc các đánh giá hoặc báo cáo hoặc hỏi bạn bè. Người tiêu dùng sau đó sẽ đánh giá các lựa chọn thay thế của mình, so sánh giá cả, chất lượng, đánh đổi giữa các sản phẩm và thu hẹp lựa chọn bằng cách loại bỏ các sản phẩm kém hấp dẫn hơn cho đến khi còn một sản phẩm. Sau khi điều này đã được xác định, người tiêu dùng sẽ mua sản phẩm. Cuối cùng, người tiêu dùng sẽ đánh giá quyết định mua hàng và sản phẩm đã mua, mang lại các yếu tố như giá trị đồng tiền, chất lượng hàng hóa và kinh nghiệm mua hàng  (Mô hình lấy từ Perner, 2008). Tuy nhiên, quá trình logic này không phải lúc nào cũng diễn ra theo cách này, con người là những sinh vật cảm xúc và phi lý. Mọi người đưa ra quyết định bằng cảm xúc và sau đó biện minh nó bằng logic theo tiến sĩ Tâm lý học Robert Caladini.

### Ảnh hưởng của 4P lên hành vi người tiêu dùng
4P là một công cụ tiếp thị và đại diện cho Giá (price), Khuyến mãi (promotion), Sản phẩm (product) và Địa điểm hoặc Vị trí sản phẩm (placement)  (Clemons, 2008). Hành vi của người tiêu dùng chịu ảnh hưởng rất lớn từ hoạt động kinh doanh đến tiếp thị của người tiêu dùng, do đó, là một công cụ tiếp thị nổi bật, 4P sẽ có ảnh hưởng đến hành vi của người tiêu dùng. Giá của hàng hóa hoặc dịch vụ phần lớn được quyết định bởi thị trường, vì các doanh nghiệp sẽ đặt giá của chúng tương tự như giá của các doanh nghiệp khác để duy trì tính cạnh tranh trong khi tạo ra lợi nhuận  (Clemons, 2008). Khi giá thị trường cho một sản phẩm cao, nó sẽ khiến người tiêu dùng mua ít hơn và sử dụng hàng hóa đã mua trong thời gian dài hơn, có nghĩa là họ mua sản phẩm ít thường xuyên hơn. Ngoài ra, khi giá thị trường cho một sản phẩm thấp, người tiêu dùng có nhiều khả năng mua nhiều sản phẩm hơn và thường xuyên hơn. Cách thức quảng bá ảnh hưởng đến hành vi của người tiêu dùng đã thay đổi theo thời gian. Trước đây, các chiến dịch quảng cáo lớn và quảng cáo nặng sẽ chuyển thành doanh số cho một doanh nghiệp, nhưng ngày nay các doanh nghiệp có thể thành công trên các sản phẩm có ít hoặc không có quảng cáo  (Clemons, 2008). Điều này là do Internet, và đặc biệt là phương tiện truyền thông xã hội. Họ dựa vào truyền miệng từ người tiêu dùng sử dụng phương tiện truyền thông xã hội và khi sản phẩm có xu hướng trực tuyến, do đó doanh số tăng khi sản phẩm tự quảng bá hiệu quả  (Clemons, 2008). Do đó, khuyến mãi của các doanh nghiệp không nhất thiết dẫn đến hành vi của người tiêu dùng có xu hướng mua sản phẩm. Cách mà sản phẩm ảnh hưởng đến hành vi của người tiêu dùng là thông qua sự sẵn sàng chi trả của người tiêu dùng và sở thích của người tiêu dùng  (Clemons, 2008). Điều này có nghĩa là ngay cả khi một công ty có lịch sử sản phẩm lâu đời trên thị trường, người tiêu dùng vẫn sẽ chọn một sản phẩm rẻ hơn sản phẩm của công ty nếu điều đó có nghĩa là họ sẽ trả ít hơn cho một thứ rất giống  (Clemons, 2008). Điều này là do người tiêu dùng sẵn sàng trả tiền, hoặc họ sẵn sàng chia tay với số tiền họ đã kiếm được. Sản phẩm cũng ảnh hưởng đến hành vi của người tiêu dùng thông qua sở thích của khách hàng. Ví dụ: lấy Pepsi vs Coca-Cola, một người uống Pepsi ít có khả năng mua Coca-Cola, ngay cả khi nó rẻ hơn và thuận tiện hơn. Điều này là do sở thích của người tiêu dùng và cho dù công ty đối phương có cố gắng đến đâu, họ cũng sẽ không thể buộc khách hàng thay đổi quyết định. Vị trí sản phẩm trong thời kỳ hiện đại ít ảnh hưởng đến hành vi của người tiêu dùng, do tính sẵn có của hàng hóa trực tuyến  (Clemons, 2008). Nếu khách hàng có thể mua hàng hóa thoải mái tại nhà thay vì mua tại cửa hàng, thì việc vị trí sản phẩm sẽ không ảnh hưởng đến quyết định mua hàng của họ.

## Trong quản lý
Hành vi bên ngoài tâm lý bao gồm

### Tổ chức
Trong quản lý, các hành vi được liên kết với tập trung mong muốn hoặc không mong muốn. Các nhà quản lý thường lưu ý kết quả mong muốn là gì, nhưng các mô hình hành vi có thể chiếm lĩnh. Các mẫu này là tham chiếu đến tần suất hành vi mong muốn thực sự xảy ra. Trước khi một hành vi thực sự xảy ra, tiền đề tập trung vào các kích thích ảnh hưởng đến hành vi sắp xảy ra. Sau khi hành vi xảy ra, hậu quả rơi vào vị trí. Hậu quả bao gồm phần thưởng hoặc hình phạt.

### Hành vi xã hội
Hành vi xã hội là hành vi giữa hai hoặc nhiều sinh vật trong cùng một loài và bao gồm bất kỳ hành vi nào trong đó một thành viên ảnh hưởng đến người khác. Điều này là do sự tương tác giữa các thành viên. Hành vi xã hội có thể được xem là tương tự như trao đổi hàng hóa, với kỳ vọng rằng khi một người cho đi, người ta sẽ nhận được điều tương tự. Hành vi này có thể bị ảnh hưởng bởi cả phẩm chất của cá nhân và các yếu tố môi trường (tình huống). Do đó, hành vi xã hội phát sinh là kết quả của sự tương tác giữa hai cơ quan sinh vật và môi trường của nó. Điều này có nghĩa là, liên quan đến con người, hành vi xã hội có thể được xác định bởi cả đặc điểm cá nhân của con người và việc họ đang ở tình huống nào.

## Tin học hành vi
Tin học hành vi  cũng được gọi là điện toán hành vi , khám phá trí thông minh hành vi và hiểu biết hành vi từ các quan điểm tin học và điện toán.
Khác với phân tích hành vi ứng dụng từ góc độ tâm lý học, BI xây dựng các lý thuyết, hệ thống và công cụ tính toán để mô hình hóa định lượng và định lượng, đại diện, phân tích và quản lý hành vi của các cá nhân, nhóm và/hoặc tổ chức.

## Sức khỏe
Hành vi sức khỏe đề cập đến niềm tin và hành động của một người liên quan đến sức khỏe và hạnh phúc của họ. Hành vi sức khỏe là yếu tố trực tiếp trong việc duy trì lối sống lành mạnh. Hành vi sức khỏe bị ảnh hưởng bởi môi trường xã hội, văn hóa và thể chất nơi chúng ta sống và làm việc. Chúng được định hình bởi các lựa chọn cá nhân và các ràng buộc bên ngoài. Các hành vi tích cực giúp tăng cường sức khỏe và ngăn ngừa bệnh tật, trong khi điều ngược lại là đúng đối với các hành vi nguy cơ. Hành vi sức khỏe là chỉ số sớm của sức khỏe dân số. Do độ trễ thời gian thường xảy ra giữa một số hành vi nhất định và sự phát triển của bệnh, các chỉ số này có thể báo trước những gánh nặng và lợi ích của các hành vi tăng cường sức khỏe và tăng cường sức khỏe trong tương lai. Các hành vi sức khỏe không xảy ra trong sự cô lập, họ bị ảnh hưởng và hạn chế bởi các chuẩn mực xã hội và văn hóa.